# Философские начала цельного знания
Философские начала цельного знания — первое крупное философское произведение Соловьёва, написанное им в 1877 году. Первая публикация в "Журнале Министерства Народного Просвещения". Труд остался незаконченным.

## Содержание
Соловьёв задается вопросом "о цели существования" и приходит к трем "формам общечеловеческой жизни", которые стремятся к красоте, истине и благу. Этим трем формам соответствуют три человеческие способности: чувства, мышления и воля. В предельных случаях эти формы наполняют сферы знания, творчества и практической деятельности и реализуются в теософии, теургии и теократии. 
- Теософия - это единство науки, философии и теологии.
- Теургия - это единство истинного преображающего "изящного художества" и мистики.
- Теократия - это единство материального и духовного общества.

Соловьёв проводит различие действительности (куда может быть отнесена идея) и реальности, которое заложено в самой природе русского и немецкого языков.